# Apostolisches Vikariat Derna
Das Apostolische Vikariat Derna (lat.: Apostolicus Vicariatus Dernensis) ist ein in Libyen gelegenes römisch-katholisches Apostolisches Vikariat mit Sitz in Derna. 

## Geschichte
Papst Pius XII. gründete dieses am 22. Juni 1939 aus Gebietsabtretungen des Apostolischen Vikariats Cyrenaica. Vom 13. September 1939 bis zum 21. Juni 1948 war Giovanni Lucato SDB Ordinarius. Danach wurde er Bischof von Isernia e Venafro, und das Amt des Apostolischen Vikars blieb bis heute vakant. Apostolische Administratoren von Derna waren die Franziskaner Giustino Giulio Pastorino OFM von 1966 bis 1978 und George Bugeja OFM von 2016 bis 2019. Seit 2019 ist Sandro Overend Rigillo OFM Apostolischer Administrator.